# 加茂正五
加茂正五（日语： Kamo Shougo，1915年12月12日—1977年9月14日），日本足球運動員，出生于静冈县滨松市。前日本國家足球隊成員，场上位置为前锋。其哥哥加茂健同为足球运动员。

## 经历
读中学时在哥哥加茂健的影响下开始踢足球，进入早稻田大学后加入足球部。
大学在读时即被选为1936年柏林奥运会足球比赛日本国家队队员，在当届赛事中出场2次。第一场同瑞典队的比赛，加茂在日本队落后两球的场面下连续送出两次助攻，最终帮助球队反败为胜。
1938年参加第18届天皇杯并帮助早稻田大学队获得冠军。
在早稻田大学毕业后入职三菱重工业，曾任三菱重工业相模原制作所所长一职。
1977年9月14日，在国立霞丘陆上竞技场进行赛前热身活动时突发疾病，送医后当日因心肌梗死去世，享年60岁。

## 成績
| 日本國家足球隊 | 日本國家足球隊 | 日本國家足球隊 |
| 年             | 出場           | 入球           |
| -------------- | -------------- | -------------- |
| 1936           | 2              | 0              |
| 總和           | 2              | 0              |

## 外部連結
- Japan National Football Team Database